# Debutante

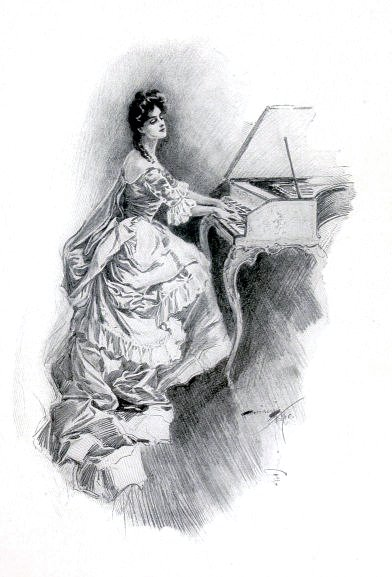
Ilustração de Harrison Fisher, de The Princess Elopes por Harold MacGrath

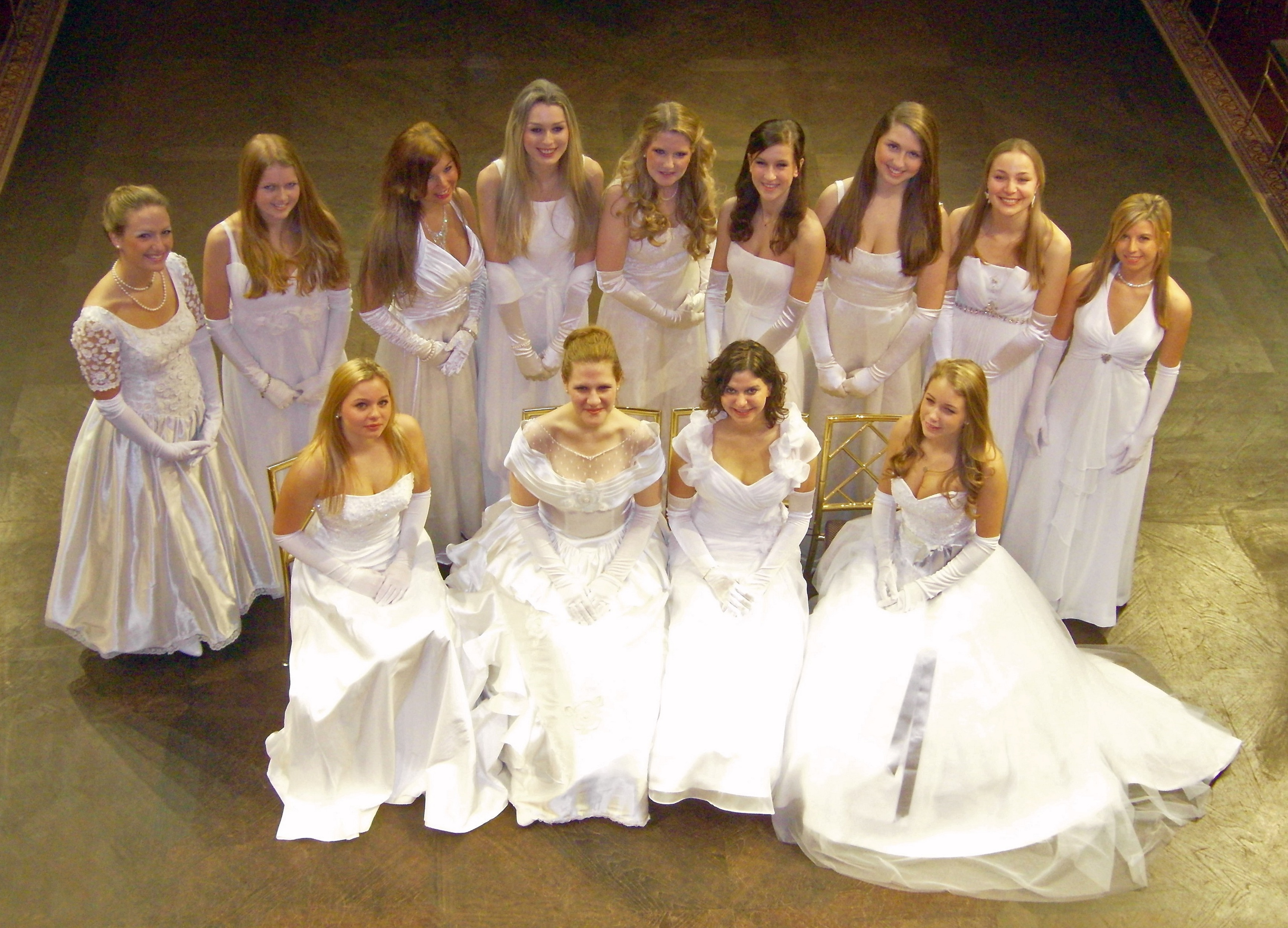
Debutante em um vestido branco puro e Luva de noite

Debutante é a palavra usada para designar a adolescente que completa seus quinze anos de idade. A palavra vem do francês débutante, que significa iniciante ou estreante.
O baile de debutantes é um rito de passagem ao qual as jovens são submetidas, geralmente sendo realizado quando essas completam quinze anos. Completando o décimo quinto aniversário de uma mulher, pedia-se uma linda festa de comemoração, onde ela seria apresentada oficialmente à sociedade, começando assim uma nova fase de sua vida. 
A partir do seu "début", a jovem moça passava a frequentar reuniões sociais, a usar roupas mais adultas e tinha permissão para namorar. Normalmente, na recepção dos convidados, a garota usava um vestido bonito e simples, cheio de detalhes infantis, e depois da meia noite usava um lindo vestido de gala para dançar a valsa com seu pai; tudo para representar que ela deixava de ser menina para se tornar uma mulher.

## Origem
A celebração dos quinze anos é uma tradição muito comum na América Latina. Embora a palavra "debutante" tenha se popularizado no Brasil, a origem do rito dos quinze anos se deu no atual México. A civilização asteca e outros povos indígenas tiveram várias cerimônias para marcar a passagem dos vários estágios da vida. O quinceañera (como é conhecido nos países hispânicos) tem origem na tradição asteca que marca a transição da menina para a vida adulta, quando ela era apresentada como virgem para a comunidade.
Atualmente a tradição das festas de 15 anos mudaram muito. Diferentes cerimoniais e roteiros são utilizados em festas de debutantes, ampliando as diferentes maneiras de se comemorar uma festa de Debutante.

## Tipos de festas de debutantes
No Brasil os principais tipos de festas de 15 anos são:
- Festa de 15 anos Tradicional - Em que segue-se a tradição de maneira estrita. A debutante entra para a cerimônia, dança a valsa com os 15 casais e passa pela troca do sapato e do anel. A festa tradicional pode variar um pouco por estado brasileiro.
- Festa de 15 anos Moderna - Em que são mesclados traços de uma festa tradicionais com um festa moderna. A Debutante pode começar dançando a tradicional valsa e modifica-la no final com uma música e dança moderna - a chamada "valsa maluca".[3]
- Festa de 15 anos Evangélica[4] - Assim como a festa de 15 anos moderna, a festa de 15 anos evangélica também utiliza traços da tradição da debutante, mesclando-os com uma cerimônia evangélica.
- Festa de 15 anos Simples - Uma festa de 15 anos simples é muitas vezes uma opção para debutantes que buscam realizar a cerimônia sem gastar muito dinheiro. Muitas vezes esse modelo de festa é realizado em casa e conta com a tradicional Valsa.

## Dados
Em 2018, segundo o IBGE, 2 milhões de garotas completarão 15 anos. Dessas, cerca de 56,72% realizarão uma comemoração de 15 anos. Por outro lado, apenas 7,93% realizarão uma viagem, sendo que 4,43% vão viajar para dentro do Brasil e 3,5% vão viajar para o exterior.

## A Cerimônia
Uma cerimonia de uma festa tradicional de debutante segue uma estrutura bem determinada e cheia de simbolismos. Os símbolos normalmente giram em torno do processo de amadurecimento da jovem garota. Os principais momentos simbólicos da cerimônia de debutante são:
- Valsa dançando com um vestido branco e luvas compridas.
- O momento do anel da debutante.
- A troca da boneca (que não é muito utilizada atualmente).
- A troca do sapato [7].